# Rocaillage (architecture)

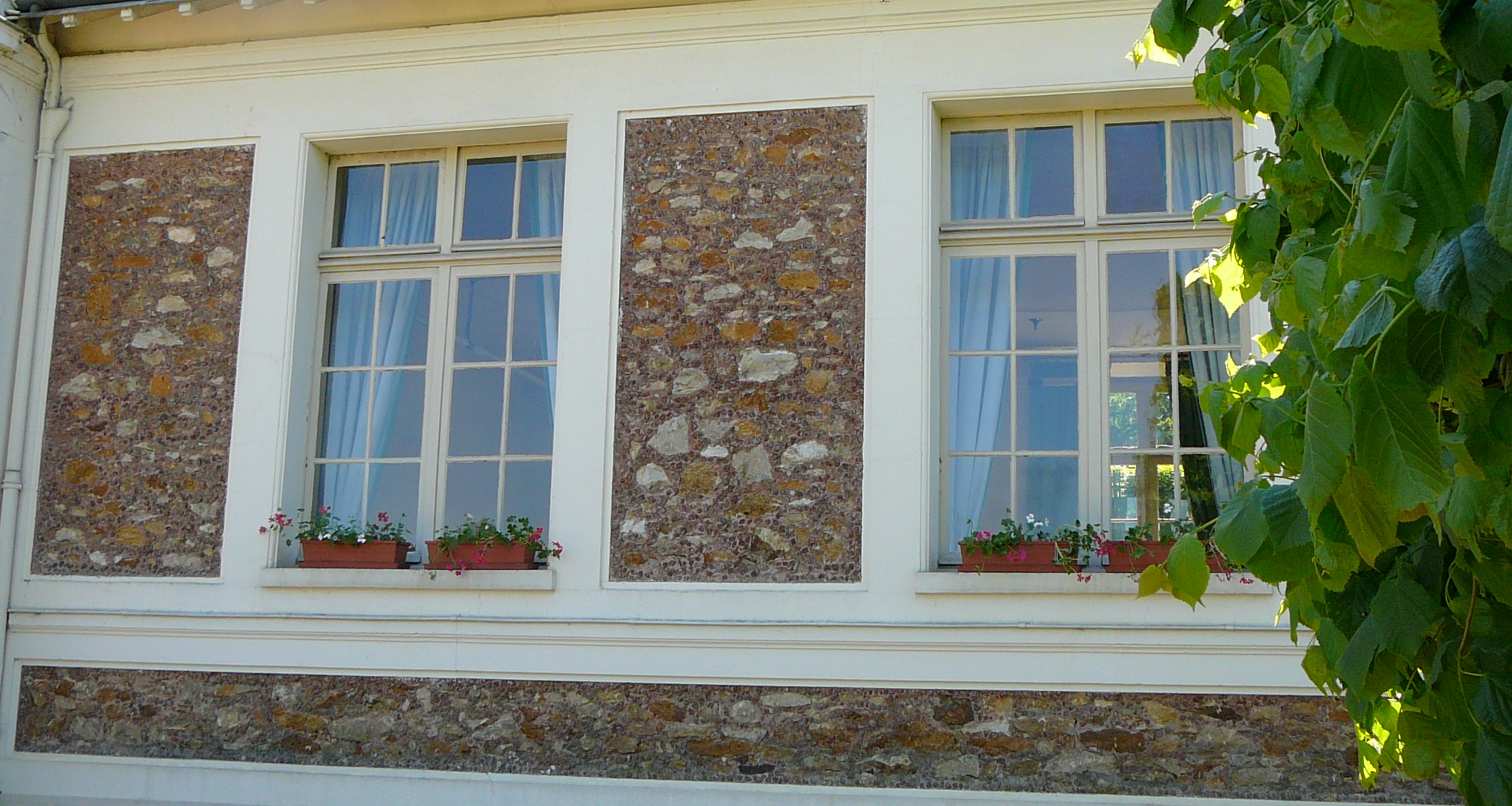
Parement de façade en meulière avec joints ornés par rocaillage.

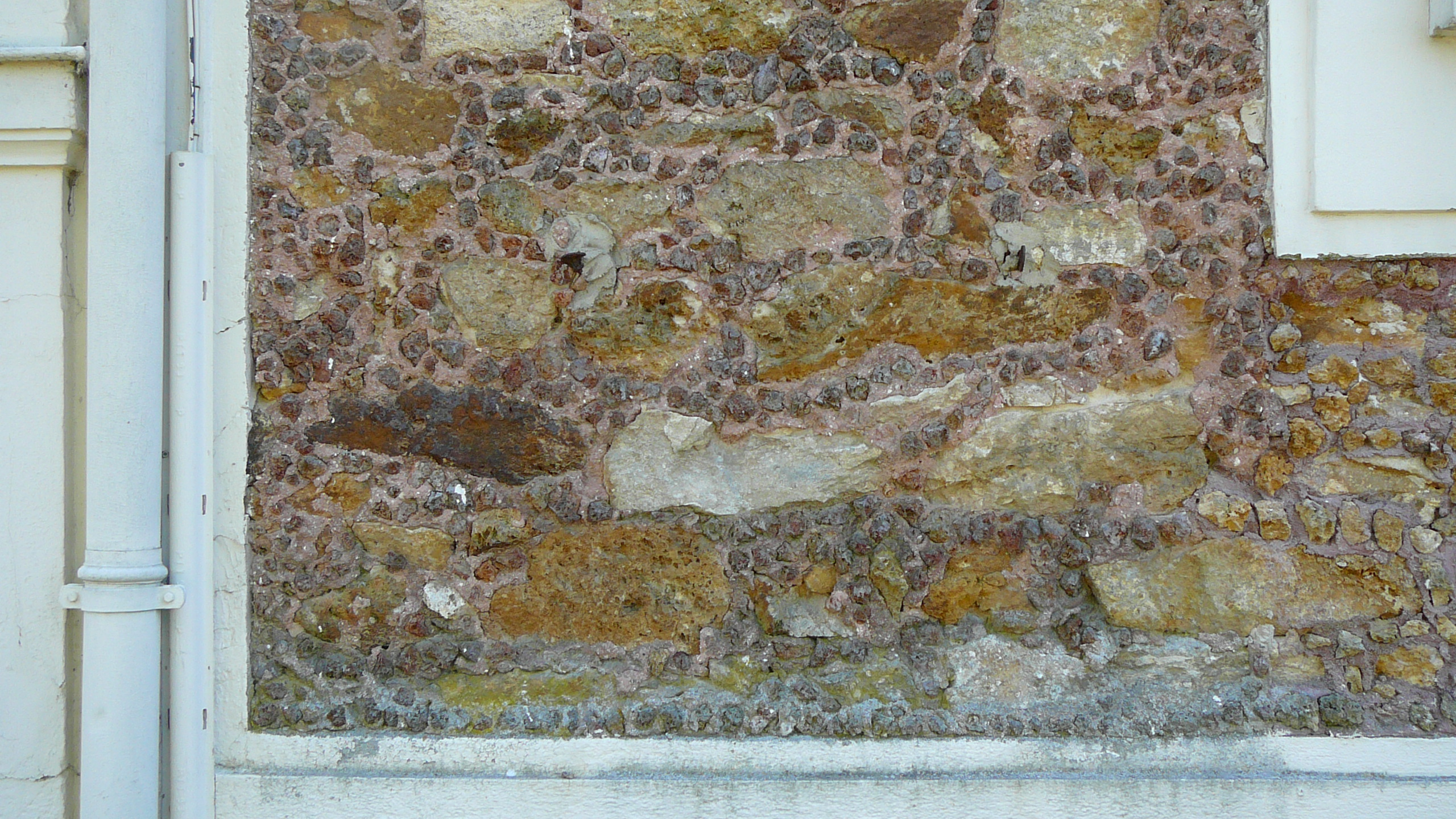
Détail des joints d'ornement.

Le rocaillage, en Île-de-France, est une technique décorative des façades de maisons en pierres meulières très répandue à la fin du XIXe siècle et au début du XXe siècle. Il consiste en la réalisation d'un jointement de chaux dans lequel sont insérés des fragments de meulière, des moellons de grès ou de calcaire, des petits cailloux de mâchefer ou de silex. Cette technique évoque le goût rocaille ou encore rococo, style de décoration en vogue sous la Régence de Louis XV.

## Caractéristiques et types de rocaillage
Les fragments sont généralement de teintes plus soutenues que la meulière ; brun sombre ou rouge sombre. Le jointement de chaux peut être coloré par de la brique pilée ou des terres naturelles (charbon de bois, ocre, terre de Sienne ou terre d'ombre).
Deux types de rocaillage existent : le rocaillage ordinaire (joints rubanés avec de petits cailloux) et le rocaillage d'ornementation qui s'applique sur toute la surface du mur (dessin parfois de motifs géométriques).
Ces décors sont particulièrement abondants sur les maisons traditionnelles du sud de l'Île-de-France.

## Rocailleur
Cette technique était employée par des ouvriers spécialisés appelés rocailleurs. Maçons, ils reprennent une tradition qui, depuis le XVIe siècle, était celle d'artistes reconnus, jouant avec les couleurs et les motifs pour accrocher la lumière différemment selon les heures du jour.